# Qadsia Sporting Club
El Qadsia Sporting Club (en árabe: نادي القادسية الرياضي‎) fue fundado el 20 de octubre de 1960 en la Ciudad de Kuwait y es uno de los equipos más populares de Kuwait. Actualmente juega en la Liga Premier de Kuwait que la ha ganado en 17 oportunidades, la última en la temporada 2015/16.
Cuenta con representación en otros deportes como balonmano, baloncesto, voleibol, waterpolo, racquetball, atletismo, gimnasia, natación, boxeo, judo y halterofilia.

## Palmarés

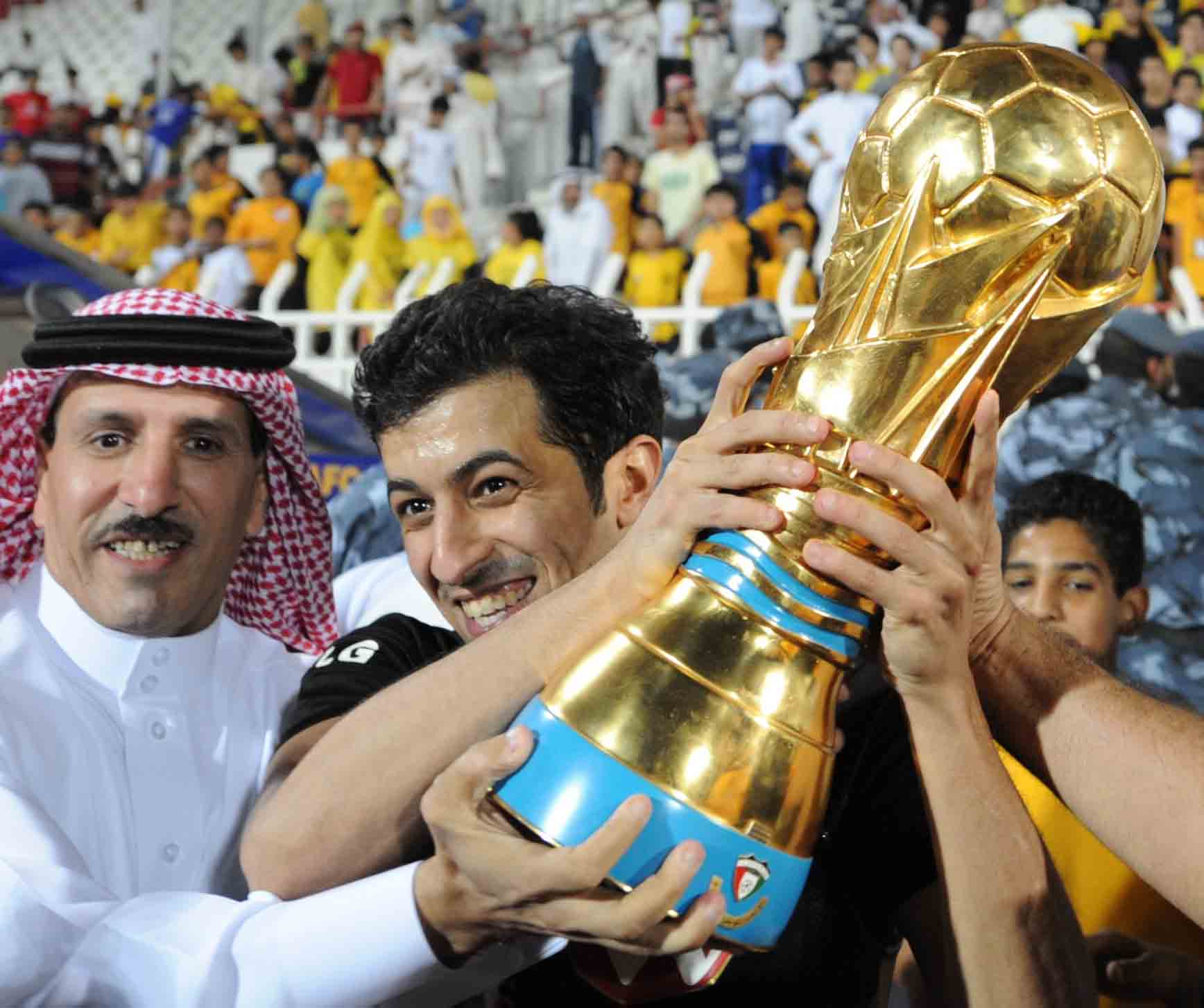
El club se alza con la Copa de la Corona 2009.

### Torneos nacionales
- Liga Premier de Kuwait: 17

1969, 1971, 1973, 1975, 1976, 1978, 1992, 1999, 2003, 2004, 2005, 2009, 2010, 2011, 2012, 2014, 2016.
- Copa del Emir de Kuwait: 16

1965, 1967, 1968, 1972, 1974, 1975, 1979, 1989, 1994, 2003, 2004, 2007, 2010, 2012, 2013, 2015.
- Copa de la Corona de Kuwait: 9

1998, 2002, 2004, 2005, 2006, 2009, 2013, 2014, 2018
- Supercopa de Kuwait: 6

2009, 2011, 2013, 2014, 2018, 2019
- Copa Federación de Kuwait: 6

2008, 2009, 2011, 2013, 2019, 2023
- Copa Al-Khurafi: 2

2003, 2005

### Torneos internacionales
- Copa AFC: 1

2014
- Copa de Clubes Campeones del Golfo: 2

2000, 2005

## Participación en competiciones de la AFC
| Temporada | Torneo                 | Ronda            | País                   | Club                      | Casa                | Visita |
| --------- | ---------------------- | ---------------- | ---------------------- | ------------------------- | ------------------- | ------ |
| 1991      | Recopa de la AFC       | 1                | Jordania               | Al Faisaly                | -                   | -      |
| 1995      | Recopa de la AFC       | 1                | Omán                   | Al Oruba                  | 2–0                 | 0–1    |
| 1995      | Recopa de la AFC       | 2                | Catar                  | Al Sadd                   | -                   | 0-2    |
| 2000      | Copa de Clubes de Asia | 1                | Yemen                  | Al-Wahda                  | w.o.1               | w.o.1  |
| 2005/06   | Champions League       | Grupos           | Irán                   | Foolad                    | 2–0                 | 0–6    |
| 2005/06   | Champions League       | Grupos           | Uzbekistán             | Pakhtakor                 | 2–1                 | 2–2    |
| 2005/06   | Champions League       | Grupos           | Siria                  | Al Ittihad                | 1–0                 | 2–2    |
| 2005/06   | Champions League       | Cuartos de final | Emiratos Árabes Unidos | Al Ain                    | 2–2                 | 3–0    |
| 2005/06   | Champions League       | Semifinal        | Siria                  | Al Karamah FC             | 0–1                 | 0–0    |
| 2007/08   | Champions League       | Grupos           | Uzbekistán             | Pakhtakor                 | 2–2                 | 1–0    |
| 2007/08   | Champions League       | Grupos           | Irak                   | Arbil                     | 1–1                 | 2–4    |
| 2007/08   | Champions League       | Grupos           | Catar                  | Al-Gharafa                | 1–0                 | 1–0    |
| 2007/08   | Champions League       | Cuartos de final | Japón                  | Urawa Reds                | 3–2                 | 0–2    |
| 2010      | Copa AFC               | Grupos           | India                  | Kingfisher East Bengal FC | 4–1                 | 3–2    |
| 2010      | Copa AFC               | Grupos           | Siria                  | Al Ittihad                | 3–0                 | 0–0    |
| 2010      | Copa AFC               | Grupos           | Líbano                 | Al Nejmeh                 | 1–1                 | 3–1    |
| 2010      | Copa AFC               | Octavos de final | India                  | Churchill Brothers SC     | 2–1                 |        |
| 2010      | Copa AFC               | Cuartos de final | Tailandia              | Thai Port                 | 3–0                 | 0–0    |
| 2010      | Copa AFC               | SemiFinal        | Baréin                 | Riffa                     | 4–1                 | 0–2    |
| 2010      | Copa AFC               | Final            | Siria                  | Al-Ittihad                | 1–1(t.e.) 2–4(pen.) |        |
| 2011      | Copa AFC               | Grupos           | Uzbekistán             | Shurtan                   | 4–0                 | 1–1    |
| 2011      | Copa AFC               | Grupos           | Siria                  | Al-Ittihad                | 3–2                 | 2–0    |
| 2011      | Copa AFC               | Grupos           | Yemen                  | Al-Saqr                   | 3–0                 | 2–2    |
| 2011      | Copa AFC               | Octavos de final | Kuwait                 | Al-Kuwait                 | 2–2(t.e.) 2–3(pen.) |        |
| 2012      | Copa AFC               | Grupos           | Omán                   | Al-Suwaiq                 | 2–0                 | 5-1    |
| 2012      | Copa AFC               | Grupos           | Siria                  | Al-Ittihad                | 5-2                 | 0–1    |
| 2012      | Copa AFC               | Grupos           | Jordania               | Al-Faisaly                | 1-2                 | 1-1    |
| 2012      | Copa AFC               | Octavos de final | Kuwait                 | Al-Kuwait                 | 1–1(t.e.) 1–3(pen.) |        |
| 2013      | Copa AFC               | Grupos           | Siria                  | Al-Shorta                 | 0-1                 | 2–0    |
| 2013      | Copa AFC               | Grupos           | Jordania               | Al Ramtha                 | 2–2                 | 3-0    |
| 2013      | Copa AFC               | Grupos           | Tayikistán             | Ravshan Kulob             | 3–0                 | 3–1    |
| 2013      | Copa AFC               | Octavos de final | Omán                   | Fanja SC                  | 4–0                 |        |
| 2013      | Copa AFC               | Cuartos de final | Siria                  | Al-Shorta                 | 0-0                 | 2-2    |
| 2013      | Copa AFC               | Semifinal        | Jordania               | Al-Faisaly                | 2–1                 | 1–0    |
| 2013      | Copa AFC               | Final            | Kuwait                 | Al-Kuwait                 | 0–2                 |        |
| 2014      | AFC Champions League   | 1                | Omán                   | Al-Suwaiq                 | 1–0                 |        |
| 2014      | AFC Champions League   | 2                | Emiratos Árabes Unidos | Bani Yas                  |                     | 4–0    |
| 2014      | AFC Champions League   | 3                | Catar                  | El Jaish SC               |                     | 0-3    |

1- Qadsia SC abandonó el torneo.

## Jugadores

### Jugadores destacados
- Aziz Mashaan
- Mahmood Abdulrahman
- Mohammed Hussain
- Talal Yousef
- Hamid Reza Estili
- Essam Abu Touk
- Anas Bani Yaseen
- Yosef Zidan
- Mohammed Mubarek Al Hinai
- Sultan Al-Touqi
- Fawzi Bashir
- Mohammed Salem Al-Enazi
- Ahmed Khalifa
- Adel Khames
- Jehad Al Hussain
- Firas Al Khatib
- Omar Al Soma
- Rachid Amrane
- Lazhar Hadj Aïssa
- Seydou Traoré
- Ibrahima Keita
- Abou Kone
- Mustafa Al Khalfi
- Omar Diouf
- Baba Samba
- Kon Flu
- Adam Al Hajj
- Selim Benachour
- Adiel Oliveira
- Anderson Verera
- Gláucio
- Lúcio
- Rodrigo Careca
- Abel Lobatón
- Rónald Gómez
- Goran Stepanovic
- Sérgio Conceição
- Miladen Jovancic
- Ivan Milosevic

## Entrenadores

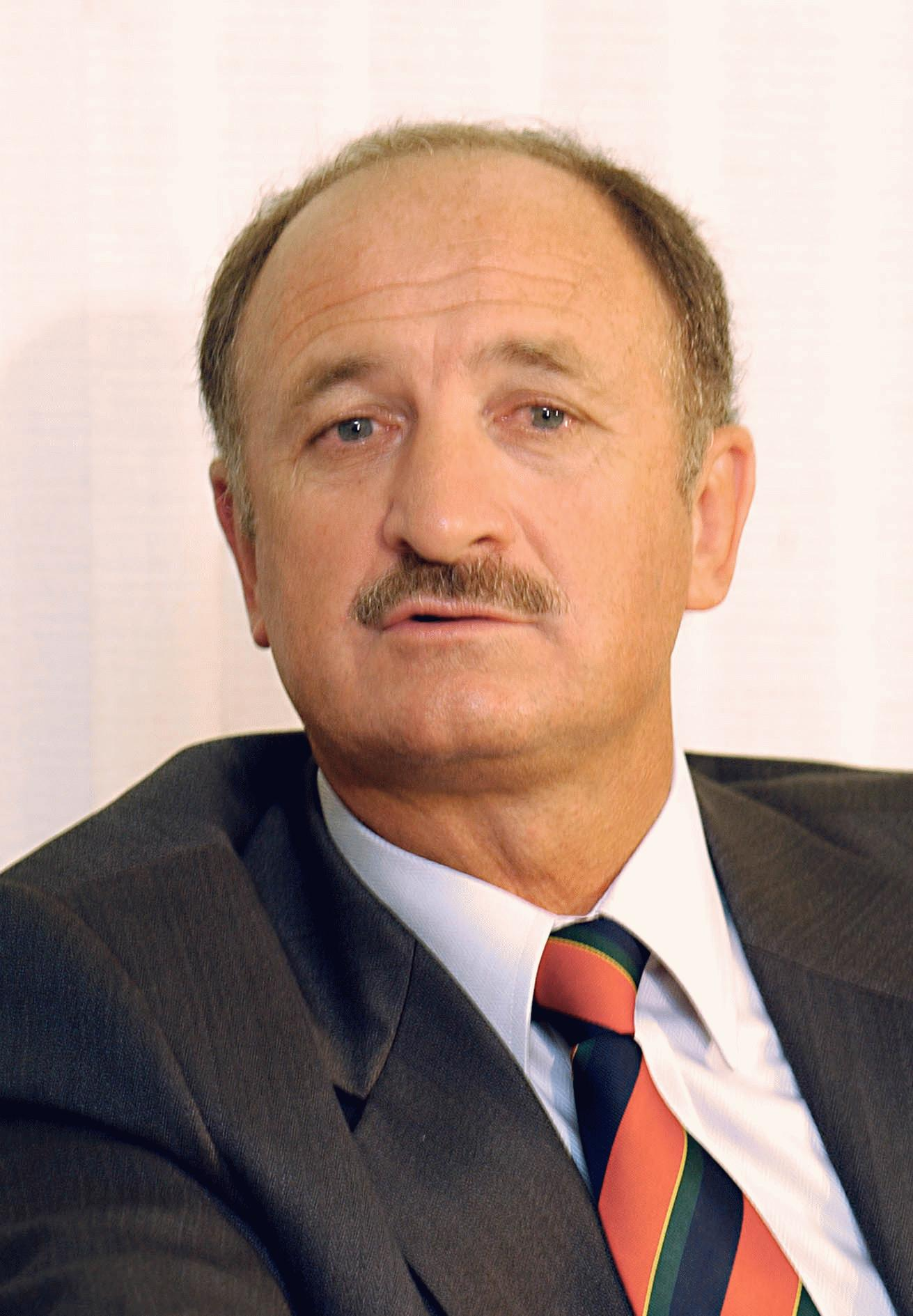
Luiz Felipe Scolari dirigió al equipo en los periodos 1987–90 y 1992-93.